# Úřad pro potírání drog
Úřad pro potírání drog (zkratka DEA; anglicky: Drug Enforcement Administration) je jeden z federálních policejních orgánů Spojených států amerických, který se zabývá bojem proti pašování a distribuci drog.

## Historie
Byl založen v roce 1973 za vlády prezidenta Richarda Nixona. V roce 2009 měla rozpočet zhruba 2,4 miliardy dolarů a zhruba deset tisíc zaměstnanců, z nichž přibližně polovina měla status zvláštního agenta.

## Vedení
Ředitelství se nachází ve městě Arlington (Virginie). V čele úřadu stojí ředitel jmenovaný prezidentem USA a schválený Senátem USA. Nyní tuto funkci vykonává Chuck Rosenberg, jeho zástupcem je Thomas M. Harrigan.

## Dosavadní ředitelé DEA
| Jméno                 | Rok             |
| --------------------- | --------------- |
| John R. Bartels, Jr.  | 1973–1975       |
| Peter B. Bensinger    | 1976–1981       |
| Francis M. Mullen     | 1981–1985       |
| John C. Lawn          | 1985–1990       |
| Robert C. Bonner      | 1990–1993       |
| Stephen H. Greene     | 1993–1994       |
| Thomas A. Constantine | 1994–1999       |
| Donnie R. Marshall    | 1999–2001       |
| Asa Hutchinson        | 2001–2003       |
| Karen Tandy           | 2003–2007       |
| Michele Leonhart      | 2007–2015       |
| Chuck Rosenberg       | 2015–současnost |

## Galerie

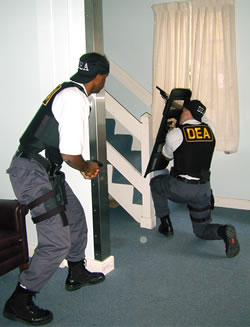
Agenti DEA během cvičení
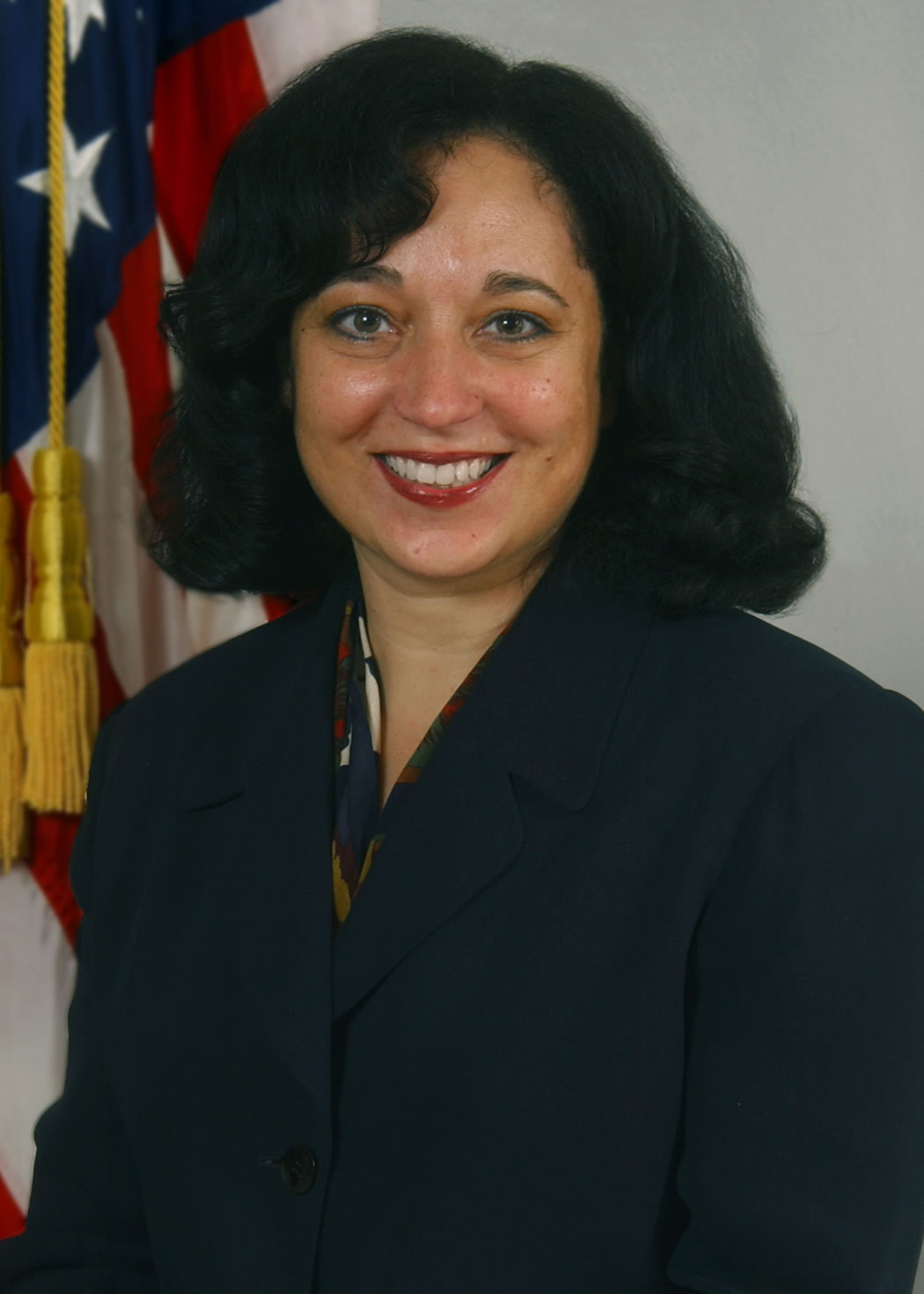
Michele M. Leonhartová, bývalá ředitelka DEA
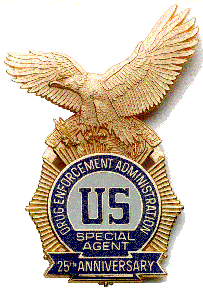
Služební odznak Agenta DEA.